# Spišská Nová Ves
Spišská Nová Ves (maďarsky Igló, případně Szepesújhely či Szepesújfalu, polsky Spiska Nowa Wieś, německy Zipser Neuendorf) je město na Slovensku, v Košickém kraji. Žije zde přibližně 34 tisíc obyvatel.
Spišská Nová Ves leží na řece Hornád, v Hornádské kotlině. Z okolních hor se těží dřevo, které se právě zde zpracovává a vyrábí se z něj nábytek. Dominantou města je gotický farní kostel Nanebevzetí P. Marie, jehož novogotická věž je nejvyšší stavbou (87 m) svého druhu na Slovensku. Ve východní části města se nachází zoologická zahrada. Nachází se zde železniční stanice na hlavní trati ze Žiliny do Košic, která má přímé spojení s Bratislavou i Prahou. Regionální trať do Levoče slouží jen pro nákladní dopravu.
Kolem města se nachází národní park Slovenský ráj. V těsné blízkosti města leží největší vesnická obec celého Slovenska – Smižany, která svým počtem obyvatel (téměř 8 800) převyšuje i mnoho slovenských měst.

## Historie

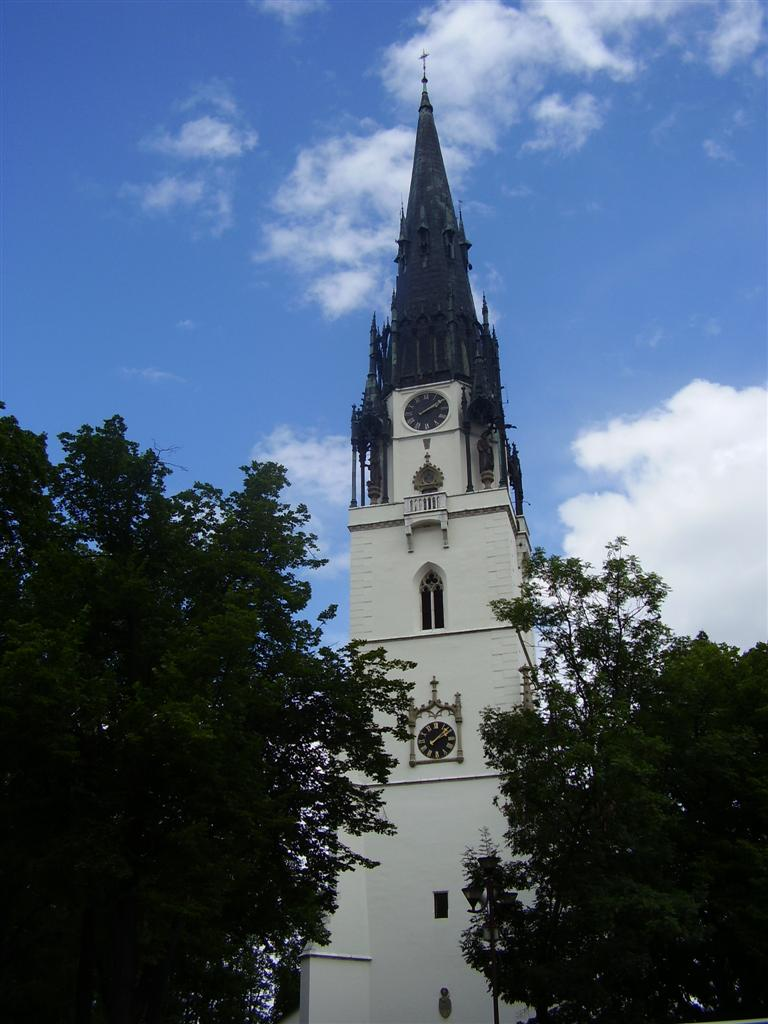
Gotický kostel Nanebevzetí panny Marie

Město je písemně doloženo poprvé v roce 1268 – vzniklo spojením Němci postaveného Neudorfu a maďarské osady Igló; Němci se sem nastěhovali po tatarském vpádu, který způsobil velký pokles počtu obyvatel. Od 14. století bylo významným hornickým a řemeslnickým centrem (vyráběly se zde zvony), s největšími trhy v celém tehdejším Slovensku. Byl zde postaven kostel Nanebevzetí Panny Marie, který má nejvyšší kostelní věž na Slovensku. Mezi lety 1412 – 1722 bylo součástí Polska jako uherská zástava. V jádru města se dodnes dochovaly renesanční a gotické domy. Po opětovném připojení k Uhersku se stalo centrem Spiše. Od roku 1772 byla Spišská Nová Ves sídlem správy šestnácti spišských měst.

## Obyvatelstvo

### Počet obyvatel
| Rok sčítání | Počet obyvatel | Počet domů |
| ----------- | -------------- | ---------- |
| 1880        | 7 913          | 822        |
| 1890        | 7 769          | 844        |
| 1900        | 9 301          | 1 016      |
| 1910        | 10 525         | 1 132      |
| 1921        | 10 955         | 1 150      |
| 1930        | 12 258         | 1 481      |
| 1950        | 12 248         | 1 629      |
| 1961        | 16 878         | 1 931      |
| 1970        | 22 345         | 1 987      |
| 1980        | 21 917         | 2 164      |
| 1991        | 39 218         | 2 393      |
| 2001        | 39 193         | 2 503      |
| 2011        | 38 045         | 2 666      |

### Etnické složení
| Národnost  | Počet obyvatel | Podíl  |
| ---------- | -------------- | ------ |
| slovenská  | 36 924         | 94,2 % |
| maďarská   | 65             | 0,2 %  |
| romská     | 756            | 1,9 %  |
| rusínská   | 57             | 0,1 %  |
| ukrajinská | 40             | 0,1 %  |
| česká      | 201            | 0,5 %  |
| ostatní    | 1 150          | 2,9 %  |

## Pamětihodnosti
- Mariánský sloup

## Osobnosti
- Jaroslav Deršák – český fotbalista a operní pěvec
- Jozef Dolný – slovenský fotbalový útočník
- Jozef Hanula – slovenský malíř a pedagog
- Mikuláš Huba – slovenský herec a recitátor
- Július Hudáček – slovenský hokejový brankář
- Adam Jánošík – slovenský lední hokejista
- Stanislav Jasečko – slovenský hokejový obránce
- Daniel Klesch – teolog a básník
- Kryštof Klesch – teolog a básník
- Věra Klimková – bývalá slovenská běžkyně na lyžích
- Jozef Spoko Kramár – skladatel a zpěvák kapely Smola a Hrušky
- Tomáš Kubík – slovenský fotbalový útočník
- Johann Georg Lumnitzer – evangelický duchovní
- Ján Melkovič – slovenský hudební skladatel a herec
- Gottfried Schwarz – teolog
- Károly Thern – hudební skladatel
- Ľubomír Vaic – slovenský hokejista
- Jakub Vojtuš – slovenský fotbalový útočník
- Vladislav Zvara – bývalý slovenský fotbalista

## Partnerská města[6]
- Alsfeld, Německo
- Clausthal-Zellerfeld, Německo
- Grójec, Polsko
- Havlíčkův Brod, Česko
- Joinville, Brazílie
- Kisújszállás, Maďarsko
- L'Aigle, Francie
- Myślenice, Polsko
- Nitra, Slovensko
- Preveza, Řecko
- Youngstown, Spojené státy americké
- Tchung-čou, Čína
- Ťačiv, Ukrajina